# Olios francoisi
Olios francoisi là một loài nhện trong họ Sparassidae.
Loài này thuộc chi Olios. Olios francoisi được Eugène Simon miêu tả năm 1898.